# Lola Lasseron
Lola Lasseron est une actrice française née le 10 février 2001 à Beauvais.
Elle a d'abord été mannequin puis actrice dans des publicités pour la télévision. En 2014, elle est l'actrice principale du film Lou ! Journal infime de Julien Neel, adapté de la bande dessinée de ce dernier,,.

## Filmographie
- 2011 : Dans les pas de Marie Curie (documentaire) de Krzysztof Rogulski
- 2012 : Pour toi j'ai tué de Laurent Heynemann
- 2012 : Le Jour où tout a basculé de Joyce Edhor (épisode Grand-père malgré moi)
- 2014 : Lou ! Journal infime de Julien Neel
- 2014 : L'Homme de l'île Sandwich (court métrage) de Levon Minasian